# Micrurus remotus
Micrurus remotus (самітний кораловий аспід) — вид отруйних змій родини аспідових (Elapidae). Мешкає в Південній Америці.

## Поширення і екологія
Самітні коралові аспіди мешкають на сході Колумбії, на півдні Венесуели та у прилеглих районах Бразилії. Вони живуть у вологих тропічних лісах і хмарних лісах, на висоті від 90 до 1700 м над рівнем моря. Живляться ящірками і зміями.